# Ralf Otto

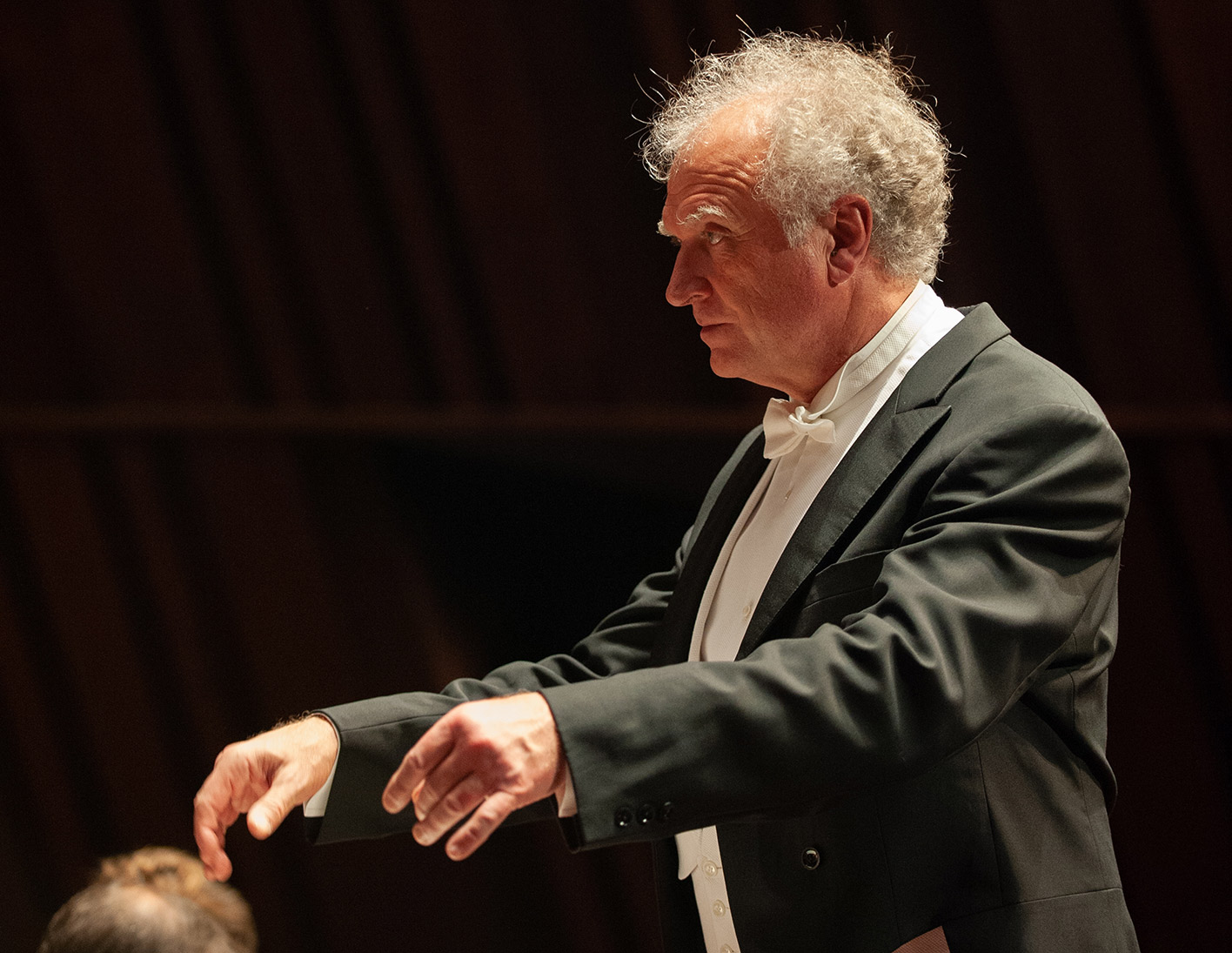
Ralf Otto (2017)

Ralf Otto (* 1956 in Kassel) ist ein deutscher Dirigent und Professor für Chordirigieren.

## Leben
Noch während des Studiums der Kirchenmusik an der Hochschule für Musik und Darstellende Kunst in Frankfurt am Main gründete Otto 1981 das Vokalensemble Frankfurt. Mit diesem aus jungen, zum Teil professionellen Sängern bestehenden Kammerchor, der sich auf die Erarbeitung anspruchsvoller und selten aufgeführter Werke aller Epochen spezialisierte, errang Otto international bedeutende Wettbewerbserfolge, so 1984 den 1. Preis beim Hessischen Chorwettbewerb, 1985 den 1. Preis beim Deutschen Chorwettbewerb und Sonderpreis für die beste Interpretation eines zeitgenössischen Werkes (Lars Edlund Elegi), 1988 den 1. Preis beim Chorwettbewerb Guido d' Arezzo und 1990 den 1. Preis beim Chorwettbewerb der BBC Let the Peoples Sing.
Neben der intensiven Beschäftigung mit Alter Musik und deren Realisierung auf der Basis der historisch informierten Aufführungspraxis war Ottos Arbeitsschwerpunkt mit dem Vokalensemble die zeitgenössische Musik. In diesem Zusammenhang war man regelmäßiger Gast bei den „Frankfurt Festen“ mit zahlreichen Uraufführungen, z. B. Präsentation von Werken bedeutender Komponisten wie Messiaen, Huber, Xenakis, Berio, Ferneyhough, Müller-Hornbach, Rihm, Webern und Gielen. Hinzu kam die Zusammenarbeit mit dem Ensemble Modern und den London Sinfonietta Voices sowie den Dirigenten Lothar Zagrosek und Michael Gielen. Es entstanden zahlreiche Rundfunk- und CD-Koproduktionen für den Hessischen Rundfunk.
1986 wurde Otto zum Künstlerischen Leiter des Bachchor Mainz berufen. Otto erweiterte die künstlerischen Aktivitäten um spätromantische und zeitgenössische Musik, so Franz Schmidts Das Buch mit sieben Siegeln, Hanns Eislers Deutsche Sinfonie, Brittens War Requiem, sowie Müller-Hornbachs Am Rande der Zeit oder Uraufführungen Thilo Medeks. Ottos Ruf als Spezialist auf dem Gebiet der historisch informierten Aufführungspraxis bis hin zur Epoche der Romantik, brachte einerseits Produktionen wie Bachs Matthäuspassion in der Fassung Mendelssohns oder Bachs Johannespassion in der Fassung Robert Schumanns als Erstaufführungen in die rheinland-pfälzische Landeshauptstadt, andererseits aber auch vielbeachtete Aufführungen von Bachs h-Moll-Messe in solistischer Besetzung.
Als Gastdirigent wirkte Otto außerdem bei dem Frankfurter Opern- und Museumsorchester, der Jungen Deutschen Philharmonie, den Barockorchestern L’arpa festante und Concerto Köln, dem Württembergischen Kammerorchester Heilbronn, der Philharmonia Hungarica, dem Münchener Rundfunkorchester, dem Münchener Bachorchester und der Polnischen Kammerphilharmonie. Von 1998 bis 2000 war er Chefdirigent des Jugendsinfonieorchesters des Landes Hessen. Daneben arbeitete Otto in der Vergangenheit regelmäßig mit dem Münchener Bach-Chor sowie mit den Rundfunkchören des NDR und WDR zusammen und war als Dirigent beim Schleswig-Holstein Musik Festival, den Herbstlichen Musiktagen Bad Urach, den Weilburger Schlosskonzerten und anderen Festivals engagiert.
Von 1990 bis April 2006 hatte Ralf Otto eine Professur für Chordirigieren an der Folkwang Hochschule in Essen inne; seit dem Beginn des Sommersemesters 2006 ist er in gleicher Funktion an der Hochschule für Musik in Mainz tätig.

## Ehrungen und Auszeichnungen
- 2011 Peter-Cornelius-Plakette des Landes Rheinland-Pfalz für Verdienste im Bereich der Musik
- 2016 Gutenberg-Plakette der Landeshauptstadt Mainz.[2]

## Aufnahmen
- Wolfgang Amadeus Mozart Requiem in der von Robert D. Levin vollendeten Fassung, (Kleiter, Romberger, Sans, Mertens, L' arpa festante – NCA)
- Camille Saint-Saëns u. a. Noel – französische Weihnachtsmusik der Romantik, (Saturova, Pätzer, Vondung, Mammel, Boesch, L' arpa festante – SONY, Deutsche Harmonia Mundi)
- W.F. Bach: Kantaten, (Mields, Romberger, Poplutz, Mertens, L' arpa festante – Carus & Accentus Leipzig) Mit dieser Weltersteinspielung einiger lange verschollener Kantaten auf CD bzw. DVD für Carus und ZDF/Arte aus dem Jahr 2010 leistete das Mainzer Ensemble unter der Leitung Ralf Ottos einen wesentlichen Beitrag zur beginnenden Renaissance der Werke des ältesten Bachsohnes Wilhelm Friedemann.
- Frank Martin Messe & Max Reger Acht geistliche Gesänge, (Beyer Records)
- Johann Sebastian Bach Weihnachtsoratorium, (Ziesak, Groop, Prégardien, Mertens, Concerto Köln – Cappriccio, Delta Music)
- Claudio Monteverdi Vespro della beata Maria vergine, (Bach, Fleckenstein, Schmitz, Prégardien, George, Mertens, Il Basso – Cappriccio, Delta Music)